# Велики-Црлени
Велики-Црлени (серб. Велики Црљени) — населённый пункт городского типа в Сербии, в пригороде Белграда, в общине Лазаревац.

## Население
Численность населения 4 580 чел. (перепись 2002).
Этнический состав населения города отличается однородностью — 95 % его населения составляют сербы, проживает также 61 цыган (1 %), 26 румын (1 %) и другие.
Численность совершеннолетних в городе — 3 577 чел, средний возраст населения — 38 лет (мужчины — 37,1, женщины — 39,0). В городе имеется 1528 домохозяйства, среднее число человек в которых — 3,00.